# Le Lièvre de Vatanen (film, 2006)
Pour les articles homonymes, voir Le Lièvre de Vatanen (homonymie) et Vatanen.
Pour plus de détails, voir Fiche technique et Distribution.
Le Lièvre de Vatanen est un film franco-belgo-bulgare, réalisé par Marc Rivière et sorti en 2006. Il est adapté du roman éponyme de Arto Paasilinna.

## Synopsis
Une légende raconte qu'un guerrier arrogant avait entraîné la perte des siens. Un sort l'avait puni : le sorcier de sa tribu l'avait métamorphosé en animal, un lièvre. Pour se racheter, celui-ci fit le choix de venir en aide aux humains perdus dans leur vie.
Pour commencer, journaliste vedette d'un grand magazine canadien, Tom Vatanen s'apprête à recevoir un grand prix du journaliste de l'année. À la demande de Peter, son rédacteur en chef, il accepte de couvrir un dramatique fait divers dans la banlieue de Montréal. Arrivé sur place, il refuse de prendre en photo les scènes.
Sur la route du retour, la voiture de Peter heurte un jeune lièvre. Sans un mot, Tom descend du véhicule et s'enfonce dans la forêt à la recherche de l'animal.
De la rencontre entre cet homme et ce lièvre aux pouvoirs quasi magiques va naître une indéfectible amitié. Elle conduira les deux nouveaux compagnons à travers le grand nord canadien, dans une suite d'impressionnantes aventures aux allures de quête initiatique.

## Fiche technique
- Titre : Le Lièvre de Vatanen
- Réalisation : Marc Rivière
- Scénario : Marc Rivière, d'après le roman éponyme de Arto Paasilinna
- Pays de production :  France -  Belgique -  Bulgarie
- Langue originale : français
- Musique: Goran Bregović
- Dates de sortie :
  - France : 27 décembre 2006
  - Belgique : 11 juillet 2007

## Distribution
- Christophe Lambert : Tom Vatanen
- Julie Gayet : Olga
- Rémy Girard : Richard Growe
- François Morel : Le pasteur
- Johan Leysen : Peter
- Éric Godon : Sam Bougreau
- Jean-Marie Winling : Général Robson
- Vincent Martin : Chasseur 1
- Christian Sinniger : Le pilote de l'hydravion
- Philippe Grand'Henry : Karsten
- Dominique Besnehard : Barman Chibougamau
- Emilia Radeva : Manoara
- Izhak Fintsi : Inouk
- Meglena Karalambova : La vieille dame
- Atanass Atanassov : Sergent de police
- Stoyan Aleksiev : Le pêcheur
- Nikolai Urumov : Station Attendant
- Bernard Eylenbosch : Le contremaître
- Vladimir Lyutzkanov : Sergent du campement
- Jean-Louis Sbille : Aaron
- Sylvia Loultcheva : Marylin
- Velislav Pavlov : Camera man
- Kitodar Todorov : Bob